# Коммуна (Владимирская область)
Комму́на — деревня Муромского района Владимирской области Российской Федерации. С 2006 года входит в состав городского округа Муром.

## Население
| 2010 | 2021 |
| ---- | ---- |
| 11   | ↗13  |

## География
Протекает р. Погарцы.
Расстояние до районного центра Муром — 5 км.
Расстояние до областного центра Владимир — 115 км.
Ближайшие населенные пункты:
Стройдеталь 1 км, Нежиловка 2 км, Ковардицы 2 км, Поселок Фабрики Имени Войкова 2 км, Дмитриевская Слобода 2 км, Поселок Механизаторов 3 км, Якиманская Слобода 3 км, Макаровка 3 км, Александровка 4 км, Муром 5 км, Саксино 5 км, Березовка 5 км

## Транспортная инфраструктура
Через деревню проходит местная дорога 17К-3. Внутри деревни две улицы — ул. Лесная, ул. Озерная.
Возле деревни проходит железная дорога.